# Bafinivirus

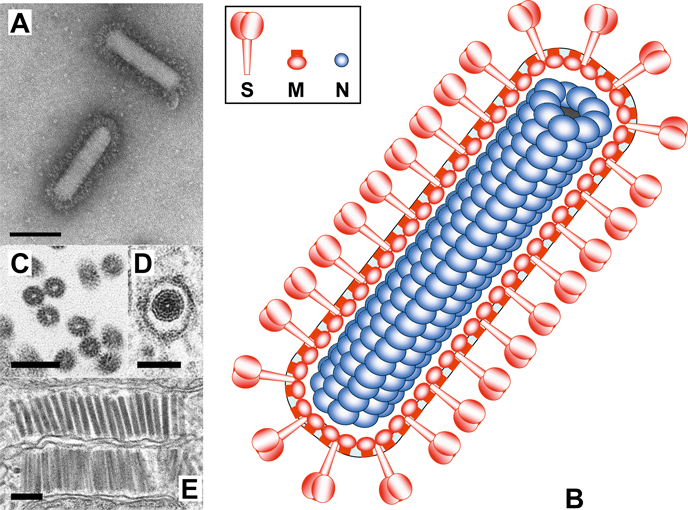
Typus von Bafinivirus (hier WBV, Art White bream virus).

Die Virusgattung Bafinivirus ist eine Gruppe von Nidoviren, die bei Knochenfischen isoliert wurden.
Bei elektronenmikroskopischen, diagnostischen Untersuchungen wurde 2001 von Mitarbeitern des Friedrich-Loeffler-Instituts ein neuartiges Virus beim Güster (Blicca bjoerkna) beobachtet, das als behülltes RNA-Virus erkannt wurde, in Zellkulturen vermehrbar war und eine sehr ungewöhnliche, bazilliforme Gestalt aufwies. Die Gestalt ließ an Baculoviren, Rhabdoviren oder (aufgrund der ausladenden Hüllproteine) an Coronaviren denken.
Der Arbeitsgruppe um John Ziebuhr gelang 2006 die Sequenzierung und vollständige molekulare Charakterisierung dieses Virus, das als neues Nidovirus erkannt wurde. Er schlug auch den Namen für die neue Gattung in Anlehnung an die besondere Morphologie des Virus vor (bazilliformes Fisch Nidovirus). Dieses Güster-Virus ist die Typspezies für die Gattung. Nachfolgend wurden weitere neue Nidoviren beim Königslachs (Oncorhynchus tshawytscha) und der Goldelritze (Pimephales promelas) als mögliche neue Mitglieder der Bafiniviren entdeckt.
Innerhalb der Nidoviren standen sie zunächst den Toroviren (Gattung Torovirus) am nächsten, so dass eine eigene Gattung und (zur Abgrenzung zu den morphologisch klassischen Coronaviren) eine eigene Unterfamilie Torovirinae innerhalb der Familie Coronaviridae geschaffen wurde, die die Bafiniviren enthielt. Später kamen weitere Arten dazu, die verwandtschaftsmäßig zwischen den Bafini- und den Toroviren standen. Im Rahmen der Weiterentwicklung der Familie Coronaviridae und der Ordnung Nidovirales wurde dann die Gattung der Bafiniviren in eine neue Familie Tobaniviridae und eine neue Unterfamilie Piscanivirinae innerhalb der Ordnung Nidovirales gestellt.

## Eigenschaften
Die Bafiniviren sind einzelsträngige RNA-Viren mit positiver Polarität, ihr Genom ist mit einer Länge zwischen 26,5 und 27 kB im Vergleich zu anderen, klassischen Coronaviren deutlich kleiner. Sequenzvergleiche zeigten eine eigenständige  Clusterbildung und deutliche Distanz innerhalb der Nidoviren und zu wie anderen Säugetier-Coronaviren sowie den Roniviridae und Arteriviridae. Das polycistronische Genom der Bafiniviren besitzt fünf Offene Leserahmen.
Die Virusisolierung und Charakterisierung gelang beim Güster-Virus in der Zellkultur mit EPC-Zellen. Die Virionen sind 170 bis 200 nm lang und 75 bis 88 nm breit. Im Inneren befindet sich ein 120 bis 150 nm langes und 19 bis 22 nm breites, längliches Kapsid. Auf der Virushülle erscheinen 20 bis 25 nm lange Peplomere.

## Systematik
Die Systematik der Gattung ist mit Stand 7. Mai 2024 wie folgt:
(*) ehem. Typusart
Ordnung Nidovirales
- Unterordnung Tornidovirineae[8]

- Familie Tobaniviridae

- Unterfamilie Piscanivirinae

- Gattung Bafinivirus

- Untergattung Blicbavirus

- Art Bafinivirus bliccae mit White bream virus (WBV, dt. Güster-Virus) (*)

- Untergattung Pimfabavirus

- Art Bafinivirus pimephalae mit Fathead minnow nidovirus 1 (dt. Goldelritzen-Nidovirus)

- Gattung Oncotshavirus